# Ян Котера
Ян Котера (на чешки: Jan Kotěra) е чешки архитект, дизайнер и график, сред създателите на съвременната чешка архитектура.

## Биография и творчество
Роден е на 18 декември 1871 година в Бърно, Австро-Унгария. Архитектурното си образование получава в Академията за изящни изкуства във Виена, при професор Ото Вагнер.
В началния период на творчеството си е повлиян от стила Виенски сецесион. По-късно, след запознаване с произведения на Франк Лойд Райт, постепенно преминава към формите на функционализма. Включва в своите произведения чешки национални елементи по такъв начин, че в резултат се получава симбиоза между модернистичните и националните елементи в неговата архитектура. Оказва влияние върху развитието на чешката архитектура не само при създаването на сгради, но и като преподавател. Един от най-известните ученици на Ян Котера е Йозеф Гочар. Котера е професор в Пражката академия за изящни изкуства и основател на класа по архитектура в учебното заведение. Член е на Чешката академия на науките и изкуствата.
Умира на 23 април 1923 година в Прага на 51-годишна възраст.

## Избрани творби
- Преустройство и разширение на двореца в Червени Храдек (1894 – 1896)
- Къща Петерка, Прага (1899 – 1900)
- Народният дом в Простейов (1905 – 07)
- Къща Лайхтер, Прага (1908/09)
- Източнобохемски музей, Храдец Кралове (1909 – 12)
- Моцартеум, Прага (1911 – 13)
- Юридически факултет на Карловия университет, Прага (1907 – 31)

- Народният дом в Простейов
- Източнобохемският музей в Храдец Кралове
- Вилата на Томаш Бата в Злин
- Вилата на Ян Котера до Прага
- Юридически факултет на Карловия университет в Прага